# 李衡 (东吴)
李衡（？—？），字叔平，三国东吴襄阳（今湖北襄阳）人，曾任东吴的大将军司马、丹阳太守、威远将军等职，其妻習英習有賢名。李衡以在武陵沅水上樊洲上种了上千棵橘树而闻名，从此樊洲又得名橘洲，至今汉寿县仍然有橘洲。

## 生平
李衡出身襄阳士兵之家，東漢末年時遷居至武昌，被羊衜讚賞有尚书之才。后来孫權寵臣校事吕壹专权，羊衜认为非李衡不能破，于是李衡被推荐给大帝孫權為郎官。李衡受孫權引見后便口述呂壹姦邪，達數千言之多，令孫權有愧色。數月后，吕壹果然因恶行败露被殺，而李衡也因功大受提拔。
李衡後來成为诸葛恪的司马，管理諸葛恪府中之事。建興元年（252年），受命出使蜀漢，勸説姜維與東吳共同伐魏，姜維接受其提議。
諸葛恪死後，李衡求為丹阳太守，并於五鳳元年（254年）正月转任，期間多次据法制裁时为琅邪王的孙休，李衡妻子習英習多次劝他不听，最终孙休请求迁居会稽郡。
後孙休即位为帝，李衡担忧害怕，想要归附曹魏，习氏又劝止了他。他自拘请罪，孙休下诏宽释不问，加李衡威远将军，授以棨戟。
李衡后来打算置办家产，习英习总是不同意，李衡就背地里派十名佣人，先在武陵龍陽縣沅水中樊洲上建起一座宅院，然后在附近种植一千株柑橘树，临死时告诉了儿子。李衡死后二十多天，儿子將遺言禀告给了母亲，习英习说：“我早就知道了。以前，你父亲经常念叨种柑橘的事，七八年前家里忽然不见了十个佣人，必然是被你爸遣去建宅了。你父亲总是欣赏司马迁的话‘江陵千树橘，当封君家’我当时回答说：‘人怕的是没有道德，而不是荣华富贵，若是位高而志穷，那是再好不过了，这个又有什么用呢？’”吴末，柑橘成熟，李家每年得到数千匹绢，家境逐渐殷实，到了東晉咸康時，其宅址上还能看到枯树。

## 家族
- 李衡娶習竺之女習英習。[11]

## 相关
- 李衡在后世最知名的事迹就是种橘，诗词中时有征引。其种橘之地樊洲因此得名橘洲，并成为当地胜景，为常德府八景之一，景名“橘洲晚霁”，又为龙阳县八景之一，景名“橘洲点黄”[12]。也因为其遗言中称呼橘树为“木奴”，因此橘子和橘树又可别称为“橘奴”。